# Sant'Antonio d'Adda
Sant'Antonio d'Adda [santanˈtɔːnjo ˈdadːa] (Sant’Antòne [santanˈtɔnɛ] in dialetto bergamasco, e semplicemente Sant'Antonio fino al 1863) è una frazione del comune di Caprino Bergamasco posta in altura rispetto al capoluogo comunale.

## Storia
La località è un piccolo villaggio agricolo di antica origine, da sempre costituito in comune e parrocchia, quest'ultima un tempo milanese come lo era il paese prima della Pace di Lodi.
Il paese divenne frazione di Caprino su ordine di Napoleone, ma gli austriaci annullarono la decisione al loro arrivo nel 1815 con il Regno Lombardo-Veneto.
Dopo l'unità d'Italia il paese di Sant'Antonio, ribattezzato col nome attuale, crebbe da meno di seicento a più di settecento abitanti. Fu il fascismo a decidere la soppressione del comune unendolo a Caprino Bergamasco.

## Località
La frazione viene citata con qualifica di comune nella Descrizione di Bergamo e suo territorio di Giovanni Da Lezze del 1596 (con nome di "Santo Antonio"). All'epoca, venivano contate 21 case e 104 abitanti.
La denominazione venne cambiata da Sant'Antonio a Sant'Antonio d'Adda a seguito del R.D. n. 1426 del 28 giugno 1863. Con il R.D. 29 luglio 1927, n. 1477, il comune di Sant'Antonio d'Adda viene unito a Caprino Bergamasco. Posta a parrocchiale della frazione la chiesa intitolata a Sant'Antonio abate.